# New Mexico Bowl 2018
Match précédent Match suivant
Le New Mexico Bowl 2018 est un match de football américain de niveau universitaire joué après la saison régulière de 2018, le 15 décembre 2018 au Dreamstyle Stadium d' Albuquerque dans l'État du Nouveau-Mexique aux États-Unis.
Il s'agit de la 13e édition du New Mexico Bowl.
Le match met en présence l'équipe des Aggies d'Utah State issue de la Mountain West Conference et l'équipe des Mean Green de North Texas issue de la Conference USA.
Il débute vers midi, heure locale (21 heures en France) et est retransmis en télévision par ESPN.
Utah State remporte le match 52 à 13.

## Présentation du match
Il s'agit de la 8e rencontre entre ces deux équipes. La dernière rencontre a eu lieu en 2004 à Logan, Utah et c'est North Texas qui avait remporté le match 31 à 23.
C'est la première fois que ces équipes se rencontreront lors d'un bowl FBS.
Le premier match s'est déroulé en 1996 lorsque North Texas a rejoint Utah State dans la Big West Conference où ils restèrent jusqu'en 2000.
Utah State mène les statistiques avec 4 victoires pour 3 défaites.
| Équipes                                                                                    | Conférences | Entraîneurs               | Stats. saison rég. | Classements avant le bowl CFP-AP-Coaches |
| ------------------------------------------------------------------------------------------ | ----------- | ------------------------- | ------------------ | ---------------------------------------- |
| Aggies d'Utah State                                                                        | MWC         | Frank Maile (interimaire) | 10 - 2             | NC-NC-#23                                |
| Mean Green de North Texas                                                                  | C-USA       | Seth Littrell (en)        | 9 - 3              | NC-NC-NC                                 |
| Arbitre : Kyle Olson Équipe donnée favorite par les bookmakers : Utah State par 11 points. |             |                           |                    |                                          |

### Aggies d'Utah State
Avec un bilan global en saison régulière de 10 victoires et 2 défaites (7-1 en matchs de conférence), Utah State est éligible et accepte, le 2 décembre, l'invitation à participer au New Mexico Bowl 2018.
Ils terminent 2e de la Mountain Division en Mountain West Conference derrière #23 Boise State.
À l'issue de la saison 2018 (bowl non compris), ils sont 23e au classement Coaches mais ne seront pas repris aux classements CFP et AP.
Il s'agit de leur 2e participation au New Mexico Bowl après avoir gagné celui du 20 décembre 2014 sur le score de 21 à 6 contre UTEP.
| Poste       | Joueur               | Statistiques                                                     |
| ----------- | -------------------- | ---------------------------------------------------------------- |
| Quarterback | Jordan Love          | 246/374 passes réussies pour 3208 yards, 28 TDs, 5 interceptions |
| Coureur     | Darwin Thompson (en) | 132 courses pour 951 yards nets gagnés et 14 TDs                 |
| Receveur    | Ron'quavion Tarver   | 62 réceptions pour 676 yards et 7 TDs                            |

### Mean Green de North Texas
Avec un bilan global en saison régulière de 9 victoires et 3 défaites (5-3 en matchs de conférence), North Texas est éligible et accepte, le 2 décembre, l'invitation à participer au New Mexico Bowl 2018 .
Ils terminent 2e de la West Division en Conference USA derrière UAB.
À l'issue de la saison 2018 (bowl non compris), ils ne sont pas repris aux classements CFP, AP et Coaches.
Il s'agit de leur première participation au New Mexico Bowl.
| Poste       | Joueur          | Statistiques                                                     |
| ----------- | --------------- | ---------------------------------------------------------------- |
| Quarterback | Mason Fine (en) | 295/457 passes réussies pour 3734 yards, 27 TDs, 5 interceptions |
| Coureur     | DeAndre Torrey  | 161 courses pour 942 yards nets gagnés et 14 TDs                 |
| Receveur    | Rico Bussey Jr. | 68 réceptions pour 1017 yards et 12 TDs                          |

## Résumé du match
Résumé et photo sur la page du site francophone The Blue Pennant.
Début du match à 12 h 07, fin à 15 h 36 pour une durée totale de jeu de 3 h 29, .
Températures de 8 °C, vent de 5 km/h , ensoleillé.
| QT          | Temps       | Drive       | Drive       | Drive       | Équipe      | Description de l'action | Score | Score |
| QT          | Temps       | Jeux        | Yards       | TDP         | Équipe      | Description de l'action | USU   | NT    |
| ----------- | ----------- | ----------- | ----------- | ----------- | ----------- | --- | ----- | ----- |
| 1           | 14:20       | 3           | 75          | 00:40       | USU         | TD de 72 yards par WR Aaren Vaughns à la suite d'une passe de QB Jordan Love + 1 point de conversion par K Dominik Eberle                                          | 7     | 0     |
| 1           | 02:52       | 10          | 78          | 04:44       | NT          | TD à la suite d'une course de 2 yards par RB DeAndre Torrey + 1 point de conversion par K Cole Hedlund                                                             | 7     | 7     |
| 1           | 01:59       | 5           | 41          | 00:53       | USU         | TD à la suite d'une course de 26 yards par RB Gerold Bright + 1 point de conversion par K Dominik Eberle                                                           | 14    | 7     |
| 2           | 12:08       | 10          | 78          | 02:52       | USU         | TD à la suite d'une course de 9 yards par QB Jordan Love + 1 point de conversion par K Dominik Eberle                                                              | 21    | 7     |
| 2           | 09:43       | 2           | 52          | 00:28       | USU         | TD de 37 yards par WR Aaren Vaughns à la suite d'une réception de passe de QB Jordan Love pass + 1 point de conversion par K Dominik Eberle                        | 28    | 7     |
| 2           | 08:55       | 3           | 33          | 00:38       | USU         | TD de 33 yards par WR Jalen Greene à la suite d'une réception de passe de QB Jordan Love pass + 1 point de conversion par K Dominik Eberle                         | 35    | 7     |
| 2           | 00:00       | 13          | 23          | 03:04       | USU         | FG de 42 yards par K Dominik Eberle | 38    | 7     |
| 3           | 14:50       | 1           | 75          | 00:10       | NT          | TD de 75 yards par WR Jalen Guyton à la suite d'une réception de passe de QB Kason Martin mais la tentative de conversion à 1 point par K Cole Hedlund est bloquée | 38    | 13    |
| 3           | 05:01       | 4           | 42          | 00:50       | USU         | TD à la suite d'une course de 3 yards par RB Gerold Bright + 1 point de conversion par K Dominik Eberle                                                            | 45    | 13    |
| 4           | 08:30       | 13          | 90          | 07:10       | USU         | TD de 13 yards par WR Ron'quavion Tarver à la suite d'une réception de passe de QB Jordan Love + 1 point de conversion par K Dominik Eberle                        | 52    | 13    |
| Score final | Score final | Score final | Score final | Score final | Score final | Score final | 52    | 13    |

## Statistiques
| Système | Nom         | Équipe     | Poste |
| ------- | ----------- | ---------- | ----- |
| Attaque | Jordan Love | Utah State | QB    |
| Défense | DJ Williams | Utah State | DB    |

| Statistiques                           | USU                                                   | NT                                                    |
| -------------------------------------- | ----------------------------------------------------- | ----------------------------------------------------- |
| 1er down                               | 25                                                    | 19                                                    |
| 1er down à la course                   | 11                                                    | 11                                                    |
| 1er down à la passe                    | 13                                                    | 6                                                     |
| 1er down suite pénalité                | 1                                                     | 2                                                     |
| Conversion de 3e down                  | 12/20                                                 | 2/15                                                  |
| Conversion de 4e down                  | 0/1                                                   | 1/3                                                   |
| Jeux–yards                             | 83 jeux pour 556 yards                                | 75 jeux pour 313 yards                                |
| Yards à la course                      | 40 courses pour 197 yards moyenne de 4,9 yards/course | 41 courses pour 120 yards moyenne de 2,9 yards/course |
| Yards à la passe                       | 359                                                   | 193                                                   |
| Passes : Réussies-Tentées-Interceptées | 21/43 passes complétées, 1 interception               | 17/34 passes complétées, 4 interception               |
| Réussite en zone rouge/chances         | 4/5                                                   | 1/1                                                   |
| TD                                     | 7                                                     | 2                                                     |
| Field Goals                            | 1/1                                                   | 0/0                                                   |
| Sacks (Nombre-Yards)                   | 2/13 yards adverses perdus                            | 1/6 yards adverses perdus                             |
| Fumbles (Nombre/Perdus)                | 0/0                                                   | 0/0                                                   |
| Pénalités (Nombre/Yards perdus)        | 7 pour 76 yards perdus                                | 2 pour 20 yards perdus                                |
| Temps de possession                    | 26:33                                                 | 33:27                                                 |

| Quarterbacks        | Quarterbacks   | Quarterbacks                                                                              |
| ------------------- | -------------- | ----------------------------------------------------------------------------------------- |
| USU                 | Jordan Love    | 21/43 passes complétées, 359 yards, 1 interception, 4 TDs, 1 sack subi, évaluation QB=145 |
| NT                  | Mason Fine     | 8/12 passes complétées, 59 yards, 0 interception, 0 TD, 0 sack subi, évaluation QB=108    |
| NT                  | Martin Kason   | 7/12 passes complétées, 110 yards, 0 interception, 1 TD, 1 sack subi, évaluation QB=162,8 |
| Meilleurs coureurs  |                |                                                                                           |
| USU                 | Bright Gérold  | 16 courses pour 103 yards nets gagnés, 2 TDs, moyenne de 6,4 yards/course                 |
| NT                  | Wyche Anthony  | 7 courses pour 53 yards nets gagnés, 0 TD, moyenne de 7,6 yards/course                    |
| Meilleurs receveurs |                |                                                                                           |
| USU                 | Greene Jalen   | 6 réceptions pour 151 yards gagnés, 1 TD                                                  |
| NT                  | Guyton Jaln    | 4 réceptions pour 103 yards gagnés, 1 TD                                                  |
| Meilleurs tacklers  |                |                                                                                           |
| USU                 | Woodward David | 10 tacles dont 7 en solo, 1 interception                                                  |
| NT                  | Ejiya E.J.     | 8 tacles dont 5 en solo                                                                   |